# Park Seung-jun
Park Gyeong-bok (hangul: 박경복; Gyeonggi, 28 de octubre de 1993) más conocido artísticamente como Park Seo-ham (en hangul: 박서함), es un actor, cantante, rapero y bailarín surcoreano.

## Primeros años
Park Gyeong-bok (박경복), nació el 28 de octubre de 1993 en Gyeonggi, Corea del Sur. 
En su juventud fue trainee en Big Hit Music junto a Inseong y entrenó junto a la popular banda surcoreana BTS, debido a ello sigue siendo un buen amigo del cantante Jin.
Después se mudó a JYP Entertainment, cuando se convirtió en aprendiz en el área de actuación después de ganar el segundo lugar en la décima audición abierta de la compañía el 19 de febrero de 2013. 
Antes de debutar con KNK, también fue bailarín suplente para las actuaciones de "Zzang Christmas" y "I Need You" del grupo BESTie.

## Carrera

### Música
El 29 de febrero  de 2016 se unió como miembro del grupo KNK (크나큰) como rapero, vocalista y bailarín. 
El 30 de septiembre de 2021, anunció que había dejado al grupo y a la agencia 220 Entertainment después de largas discusiones sobre el futuro de su carrera.

### Televisión
En octubre de 2017 se unió al elenco recurrente de la serie 20th Century Boy and Girl donde interpretó a Anthony / Lee Chul-min de joven. Papel interpretado por el actor Lee Sang-woo de adulto.
En noviembre de 2021 se anunció que interpretaría al estudiante Jang Jae Young, el personaje principal del web drama Semantic Error, que está basado en el popular Manhwa del mismo nombre, también se reveló que esta serie sería un Watcha Original.
El 7 de marzo de 2022, se anunció que se había unido a la agencia NPIO Entertainment.

## Vida personal

### Servicio militar
El 4 de marzo de 2022, Sports Chosun publicó una entrevista con Park Seo Ham donde revelaron que se alistaría como trabajador social el 10 de marzo.

## Filmografía

### Película
| Año  | Título                    | Personaje      |
| ---- | ------------------------- | -------------- |
| 2022 | Semantic Error: The Movie | Jang Jae Young |

### Series de televisión
| Año  | Título                    | Personaje                         | Notas           |
| ---- | ------------------------- | --------------------------------- | --------------- |
| 2021 | Dali and Cocky Prince     | Él mismo [miembro de KNK]         | Ep. 7 - (Cameo) |
| 2017 | 20th Century Boy and Girl | Anthony / Lee Chul-min (de joven) |                 |

### Series web
| Año         | Título          | Personaje      | Notas        |
| ----------- | --------------- | -------------- | ------------ |
| 2022        | Semantic Error  | Jang Jae Young | 8 episodios  |
| 2020 - 2021 | One Fine Week 2 | Eden           | 10 episodios |
| 2019        | Dating Class    | Yoon Soo       | 16 episodios |
| 2019        | Just One Bite 2 | Joo Woo-kyung  | 10 episodios |

### Programas de televisión
| Año  | Título                                 | Notas                                              |
| ---- | -------------------------------------- | -------------------------------------------------- |
| 2020 | Love Naggers 3                         | invitado - [Actor] (Ep.5)                          |
| 2019 | Good Friends                           | invitado - (Ep. 9-10)                              |
| 2019 | Q&A Machine                            | invitado - (Ep. 5)                                 |
| 2019 | Player 7                               | invitado - (Ep.18)                                 |
| 2018 | 2018 Idol Star Athletics Championships | participante - junto a KNK                         |
| 2017 | MIXNINE                                | participante                                       |
| 2017 | Fantastic Duo: Season 2                | invitado - (Ep. 29-30)                             |
| 2017 | K-RUSH                                 | invitado - (Ep. 9-10)                              |
| 2017 | I am an Actor                          | Miembro regular                                    |
| 2016 | Hitmaker: Season 3                     | invitado junto a Inseong                           |
| 2016 | Fact iN Star                           | (Ep. 9, 40) - invitado                             |
| 2016 | The Immigration                        | invitado                                           |
| 2016 | Hitmaker                               | Rol de apoyo                                       |
| 2015 | King of Mask Singer                    | [Panelista] (Ep. 281-282)                          |
| 2013 | After School Club                      | (ep. #210, 241, 266, 351) - invitado - junto a KNK |
| 2011 | Weekly Idol                            | (Ep.256, 291-292, 296-297, 321) - invitado         |
| 2011 | Immortal Songs: Singing the Legend     | (Ep. 294) - invitado                               |
| 2010 | Hello Counselor                        | (ep. #285) - invitado - junto a Inseong            |
| 2010 | Running Man                            | (Ep.319) - invitado                                |

### Videos musicales
| Año  | Artista      | Canción             | Notas                        |
| ---- | ------------ | ------------------- | ---------------------------- |
| 2021 | CheongMyeong | "Never Say Goodbye" | apareció en el video musical |
| 2015 | BESTie       | "Excuse Me"         | apareció en el video musical |
| 2013 | BESTie       | "Zzang Christmas"   | apareció en el video musical |

## Premios y nominaciones
| Año  | Ceremonia de premiación          | Categoría              | Título / Personaje                            | Resultado |
| ---- | -------------------------------- | ---------------------- | --------------------------------------------- | --------- |
| 2022 | Blue Dragon Series Awards        | Popular Star Award     | Park Seo-ham                                  | Ganador   |
| 2022 | Blue Dragon Series Awards        | Mejor Actor Revelación | Park Seo-ham y Park Jae-chan (Semantic Error) | Nominado  |
| 2022 | APAN Star Awards                 | Mejor pareja           | Park Seo-ham y Park Jae-chan (Semantic Error) | Ganadores |
| 2022 | APAN Star Awards                 | Mejor Actor Revelación | Semantic Error                                | Pendiente |
| 2022 | Seoul International Drama Awards | Mejor Actor Coreano    | Semantic Error                                | Nominado  |

### Lista
| Año  | Editor | lista                                           | Result   |
| ---- | ------ | ----------------------------------------------- | -------- |
| 2022 | Forbes | Korea Power Celebrity 40 - Estrella en ascenso  | Incluido |
| 2023 | Forbes | Korea Best Brand Awards - Mejor actor dramático | Ganó     |